# Blue Mounds (hrabstwo Dane)
Blue Mounds – wieś w Stanach Zjednoczonych, w stanie Wisconsin, w hrabstwie Dane.